# Alfa Camelopardalis
Alfa Camelopardalis è una stella supergigante blu della costellazione della Giraffa di magnitudine apparente +4,29. Non è la più luminosa della sua costellazione, primato che spetta a Beta, ma rispetto a questa è molto più lontana. La sua distanza è incerta, all'incirca dai 4000 ai 6000 anni luce; Mezier e soci hanno stimato nel 2009 la distanza della stella in 5240 anni luce.

## Osservazione

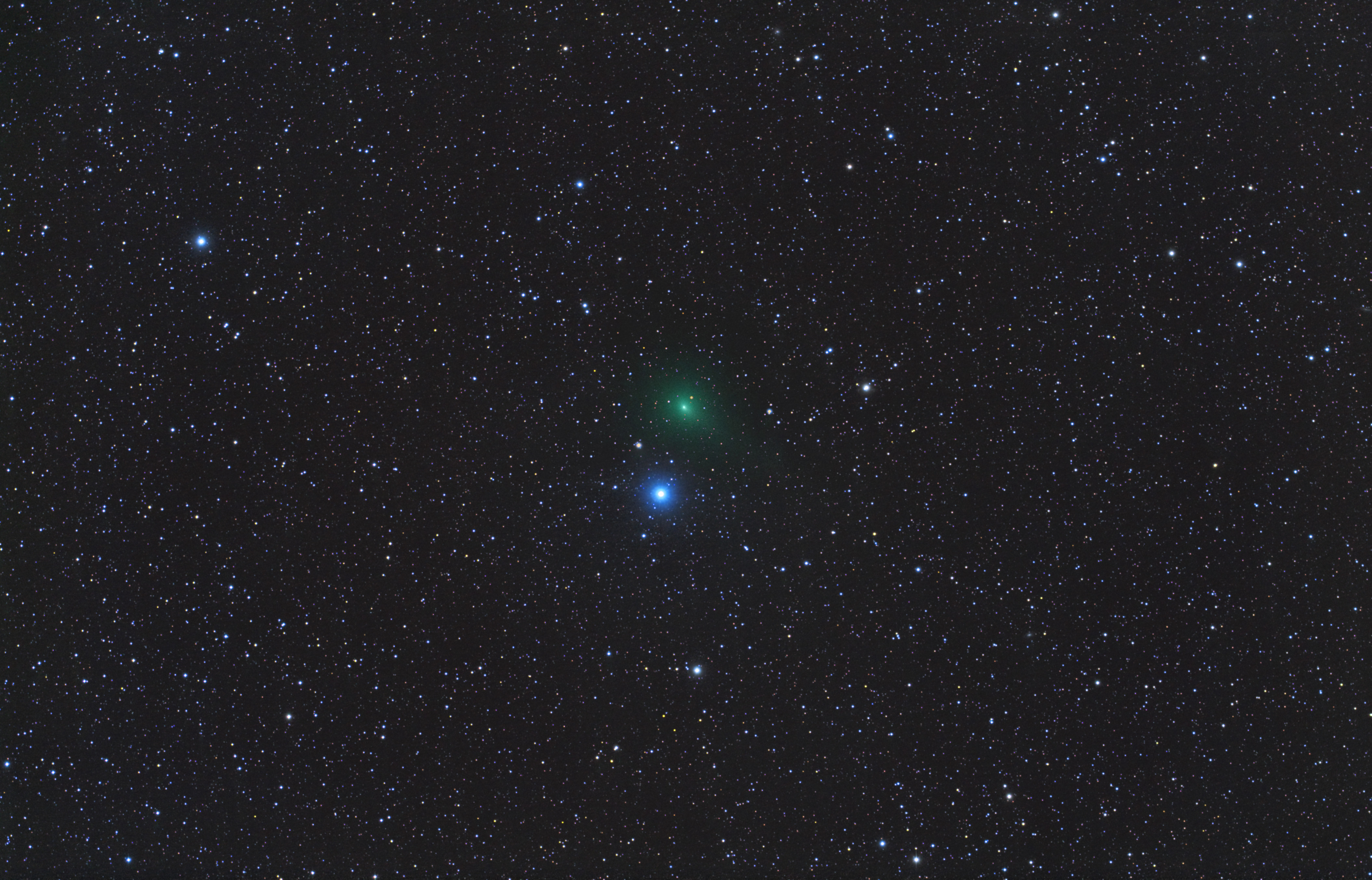
è la stella azzurra al centro dell'immagine. Accanto ad essa, la cometa C/2017 O1 (ASASSN) appare di colore verde.

Si tratta di una stella situata nell'emisfero celeste boreale, avente una declinazione marcatamente settentrionale (+66° 20′), il che la rende ben visibile dal nostro pianeta nelle regioni dell'emisfero nord della Terra, ove appare circumpolare a nord della latitudine +24°N; dall'emisfero sud risulta invece parzialmente visibile solamente per una piccola fascia vicino all'equatore, a nord della latitudine +24°S. La sua magnitudine pari a 4,29 fa sì che possa essere scorta solo con un cielo sufficientemente libero dagli effetti dell'inquinamento luminoso.

## Caratteristiche fisiche
Alfa Camelopardalis è una stella fuggitiva espulsa dall' ammasso aperto NGC 1502, la sua velocità nello spazio interstellare è di 60 km/s. Inizialmente era stato supposto che la stella fosse una binaria spettroscopica; successivamente, nel 2006, venne appurato che i cambiamenti dello spettro erano dovuti a cambiamenti atmosferici e dal suo forte vento stellare, e nel 2008 la conferma che è una stella singola venne dopo osservazioni effettuate con il telescopio da 3,67 dell'osservatorio di Haleakalā, alle Hawaii. 
Il vento stellare è responsabile della perdita di 6,3×10−6 M⊙ all'anno, vale a dire che a questo ritmo perde una massa solare in appena 160.000 anni. Nonostante la sua grande distanza dal Sole brilla a una magnitudine visuale +4,29, ma la sua alta temperatura superficiale le fa emettere gran parte della sua luce nell'ultravioletto, e se si considera anche questa Alfa Camelopardalis è, in assoluto, tra le stelle visibili ad occhio nudo, una delle più luminose stelle conosciute.
L'incertezza sulla distanza si ripercuote anche sulla certezza dei parametri stellari; se Markova e soci nel 2002 stimano la massa in 31 volte quella del Sole, Hohle e colleghi nel 2010 arrivano a stimarla in 55 volte quella solare, con una luminosità bolometrica di 1.816.000 volte quella del Sole. La stessa magnitudine assoluta della stella, stimata a -7,1 da Markova, in una pubblicazione di Schiavon del 2007 sale a -8,14 nel visibile e, considerando tutte le lunghezze d'onda dello spettro elettromagnetico, a -11,20.
Come tutte le stelle di tale massa, terminerà la propria breve esistenza esplodendo in una supernova.